# Dunet
Dunet település Franciaországban, Indre megyében. Lakosainak száma 103 fő (2022. január 1.). Dunet Chaillac, Lignac, Prissac és Sacierges-Saint-Martin községekkel határos.

## Népesség
A település népességének változása:
| Lakosok száma | 147  | 136  | 112  | 111  | 104  | 103  | 101  | 101  | 103  | 103  |
|               | 1968 | 1982 | 1990 | 2006 | 2013 | 2015 | 2017 | 2019 | 2020 | 2022 |